# Vorta (Nunatak)
Vorta (norwegisch für Wart) ist ein isolierter Nunatak im ostantarktischen Königin-Maud-Land. In der Sverdrupfjella ragt er rund 8 km östlich des Brattskarvet auf.
Erste Luftaufnahmen entstanden bei der Deutschen Antarktischen Expedition 1938/39 unter der Leitung des Polarforschers Alfred Ritscher. Norwegische Kartographen, die ihn auch benannten, kartierten ihn anhand von Vermessungen und Luftaufnahmen der Norwegisch-Britisch-Schwedischen Antarktisexpedition (1949–1952) sowie Luftaufnahmen der Dritten Norwegischen Antarktisexpedition (1956–1960) aus den Jahren von 1958 bis 1959.